# Basilique Notre-Dame-des-Miracles de Mauriac
Pour les articles homonymes, voir Basilique Notre-Dame-des-Miracles.
La basilique Notre-Dame-des-Miracles de Mauriac est une église française de style roman auvergnat située à Mauriac, dans le département du Cantal et la région Auvergne-Rhône-Alpes.
L'église est classée au titre des monuments historiques depuis 1840. C'est la plus grande église romane de Haute-Auvergne depuis la destruction de l'abbaye Saint-Géraud d'Aurillac.

## Historique

### Entre histoire et légendes

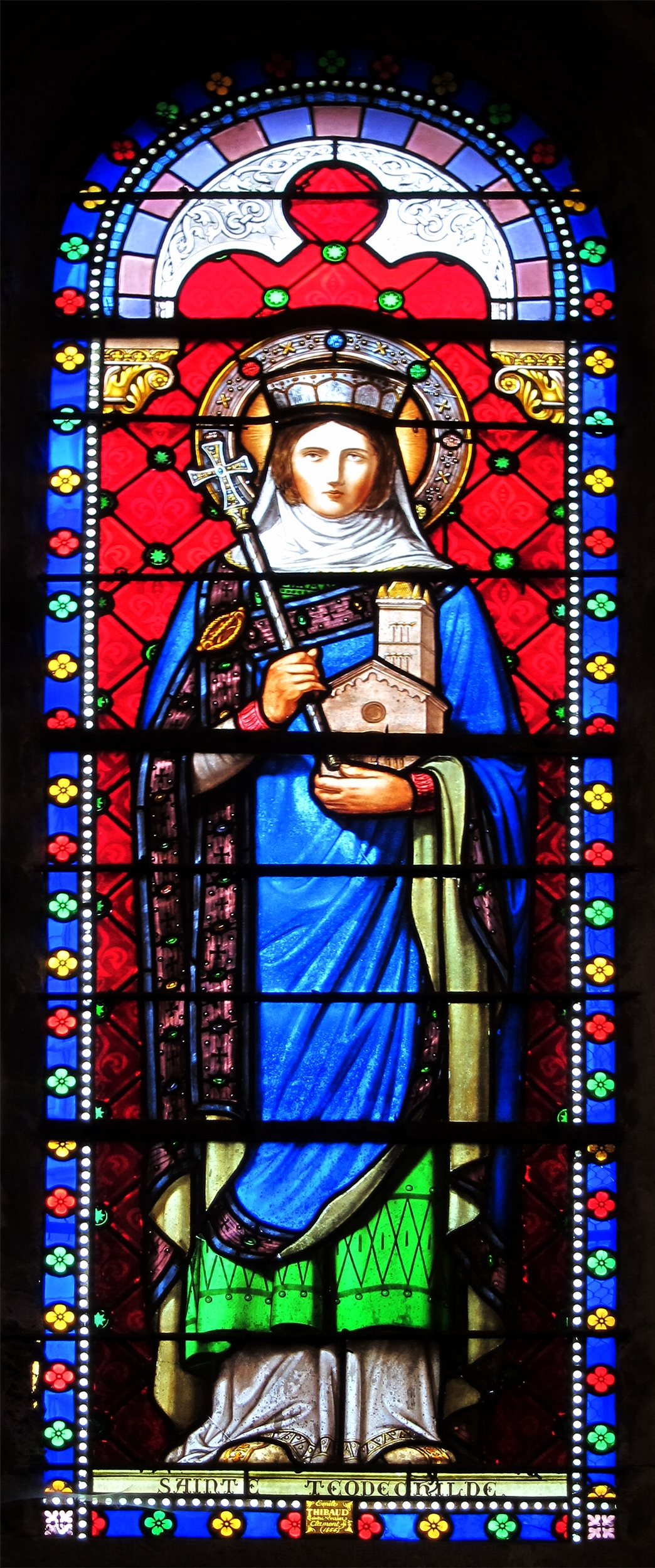
Vitrail représentant sainte Théodechilde.

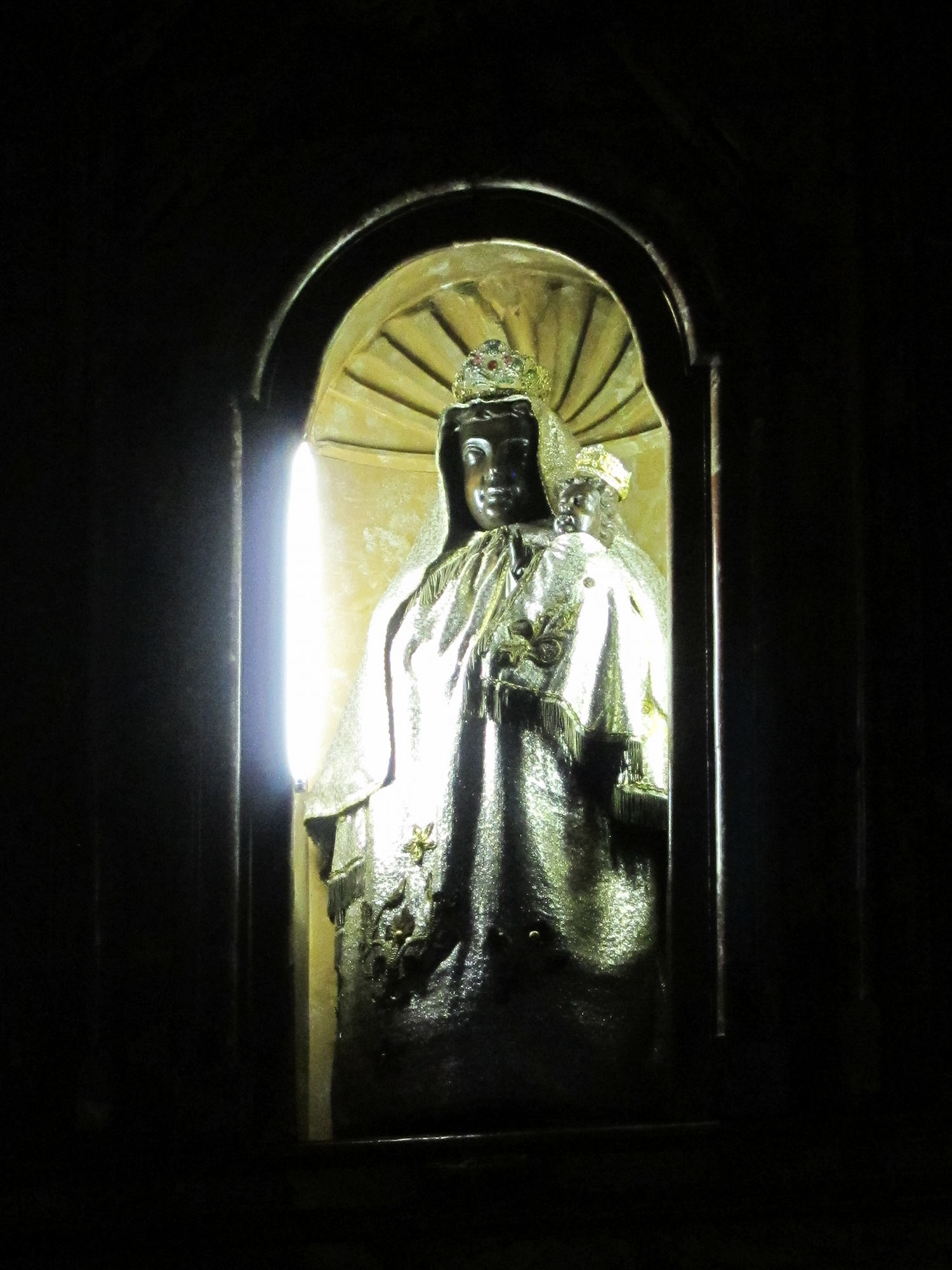
La Vierge noire, Notre-Dame des Miracles, à qui l'église est dédiée.

Si le site est occupé dès l'époque gallo-romaine, les différents récits sur la fondation de la ville font référence à sainte Théodechilde, fille ou petite-fille de Clovis. Mais il n'est pas certain que Théodechilde, fille de Clovis, ait existé. D'autres études historiques montrent que Théodechilde était la fille de Thierry Ier. Elle serait née en 523 et morte en 563, d'après Venance Fortunat. Elle aurait été mariée avec Rudiger, roi des Warnes, mais aurait été répudiée par lui et serait revenue en Gaule où elle serait restée célibataire.
Le deuxième personnage du récit est Basolus, comte d'Auvergne, qui aurait été fait prisonnier par Thierry pendant les conflits entre Wisigoths et Francs ou pendant l'intervention de Thierry Ier en Auvergne.
L'Auvergne avait été donnée aux Wisigoths d'Euric par un traité signé en 475 avec l'empereur Julius Nepos malgré les protestations de l'évêque de Clermont, Sidoine Apollinaire. En 507, le roi des Wisigoths, Alaric II, est battu par Clovis à Vouillé, près de Poitiers.
Après la mort de Clovis, le royaume de Thierry, dont la capitale est Reims, comprend l'Auvergne.
On sait par les récits de Grégoire de Tours que Thierry intervint en Auvergne et prit certains notables gallo-romains, dont l'évêque Gal Ier de Clermont, qu'il emmena comme otages. Basolus fut enfermé dans un couvent de Sens. Théodechilde aurait fondé l'abbaye Saint-Pierre-le-Vif à Sens. Basolus aurait donné ses terres autour de Mauriac à Théodechilde et à cette abbaye.
Le récit légendaire dit que Théodechilde vint en Auvergne pour visiter les nouvelles terres en sa possession. Se trouvant perdue dans une forêt, elle fut surprise par une lionne et trois lionceaux. Miraculeusement sauvée à la suite d'une apparition de la Vierge, elle décida d'élever sur le lieu du miracle un monastère. Un autre récit parle de la construction d'une chapelle en l'honneur de la Vierge où se produisaient des miracles, puis il y eut la construction d'un monastère à l'emplacement d'un temple consacré à Mercure.
Il est probable que la construction de l'abbaye Saint-Pierre de Mauriac ne fut décidée que pour gérer les terres autour de Mauriac qui étaient possédées par l'abbaye Saint-Pierre-le-Vif de Sens. C'est pour justifier l'emprise de cette lointaine abbaye qu'ont été confectionnés les faux titres de donation de Théodechilde et de Clovis. Le faux diplôme de Clovis donnant à sa fille Théodechilde des terres à Sens pour y construire un monastère et des terres en Auvergne a dû être rédigé vers 1068–1078. La fausse charte de Théodechilde doit dater d'une période comprise entre 967 et 976 mais a été écrite en utilisant un polyptyque datant de 822. À partir de la chronique du moine sénonais Clarius, les historiens admettent que le monastère de Mauriac aurait été fondé en 818 par l'archevêque de Sens Jérémie sur des domaines appartenant à l'abbaye Saint-Pierre-le-Vif à la demande de l'abbé Frodbertus pour éviter leur pillage. Il semble que, dès le VIIe siècle, la ville avait une importance suffisante pour qu'on y frappe de la monnaie. Il ne semble pas que la ville ait eu à souffrir d'incursions des Sarrasins.
L'église Notre-Dame construite à côté de l'abbatiale, de l'autre côté de la place, appartenait aux moines et faisait office d'église paroissiale.
Au milieu du XIe siècle, Ermengarde d'Apchon, femme du seigneur de Mauriac et de Massiac, voulut apporter les reliques de saint Mary dans son fief. Celles-ci reposaient dans l'église de Saint-Mary-le-Cros, village situé près de Massiac où le saint homme s'était éteint. Elle les fit subtiliser par un groupe d'hommes armés un jour où les habitants du village étaient partis à la foire. Elles sont maintenant déposées dans la chapelle du Puy-Saint-Mary qui est consacrée par un évêque de Clermont nommé Étienne. Le récit de cette translation est connu par une vie des trois saints de Haute-Auvergne établie par Dominique de Jésus au XVIIe siècle, à partir de la Vie de saint Mary rédigée au XIIe siècle.
Des troubles se sont produits à Mauriac au début du XIIe siècle d'après la chronique de Clarius, mais elle ne parle pas de l'église Notre-Dame-des-Miracles.
L'église romane actuelle a été construite au XIIe siècle.
Les protestants furent maîtres de la ville de Mauriac pendant quelques mois en 1574. Ils quittèrent la ville le 9 juillet 1574. Une procession annuelle commémorait leur départ.
Le 20 octobre 1921, par décision du pape Benoît XV, l'église Notre-Dame-des-Miracles est érigée en basilique mineure.

### Construction de l'église

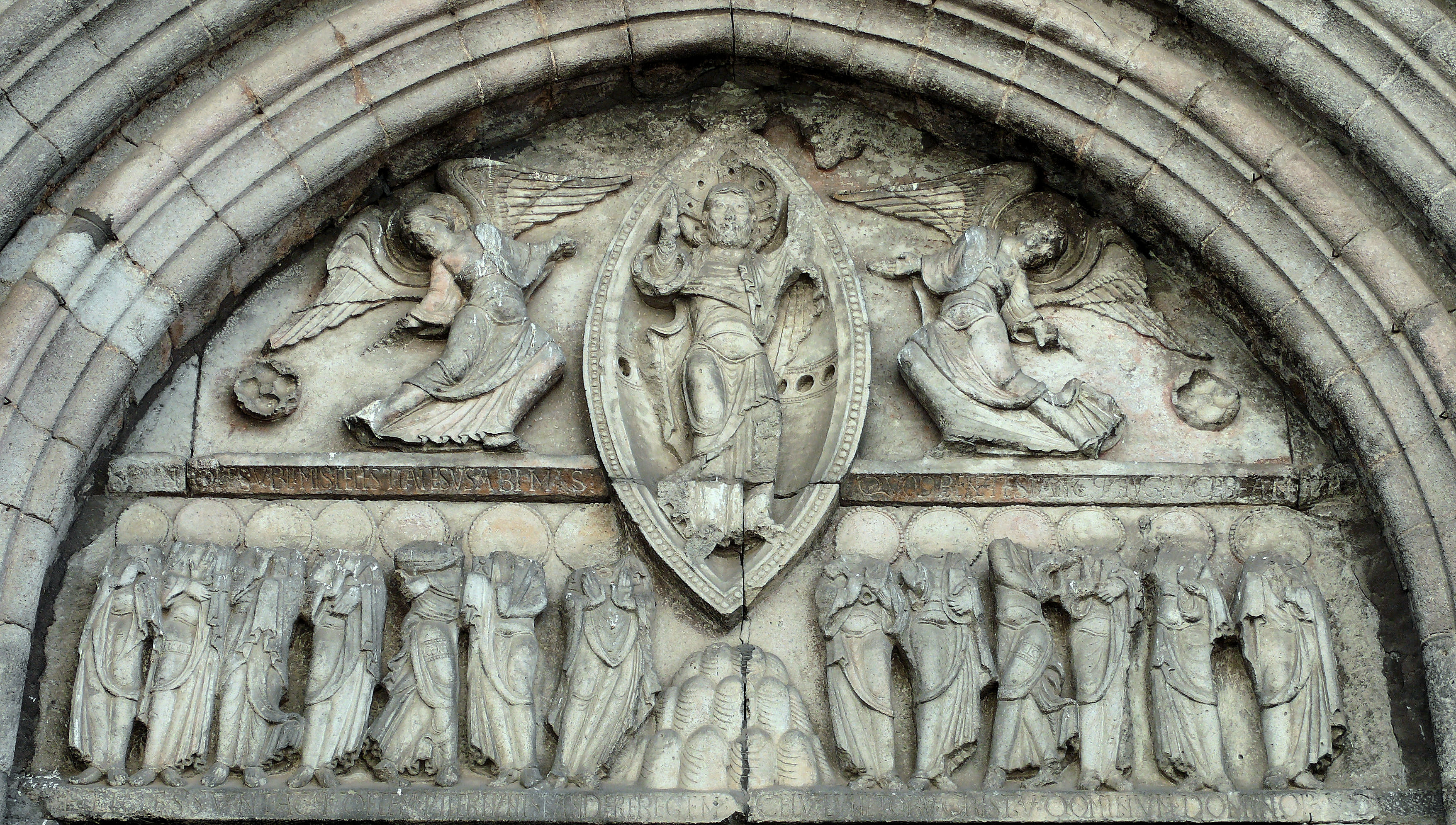
Le tympan de la porte occidentale.

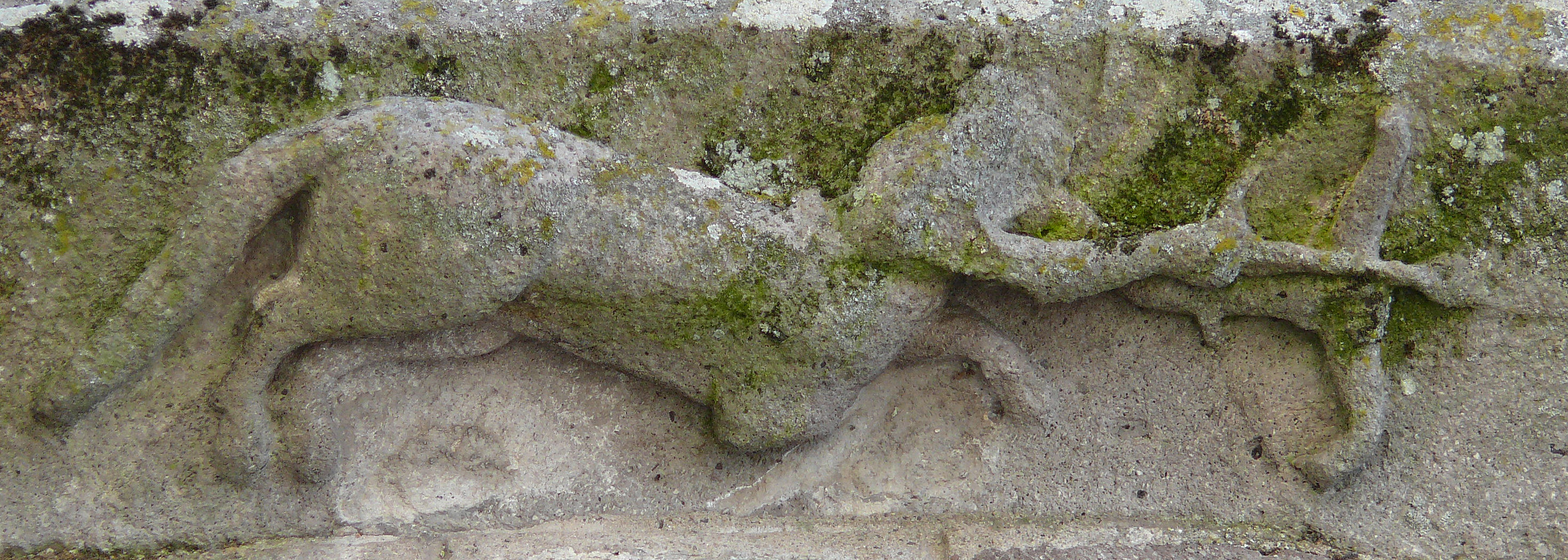
Archivolte du portail occidental : le signe du Sagittaire.

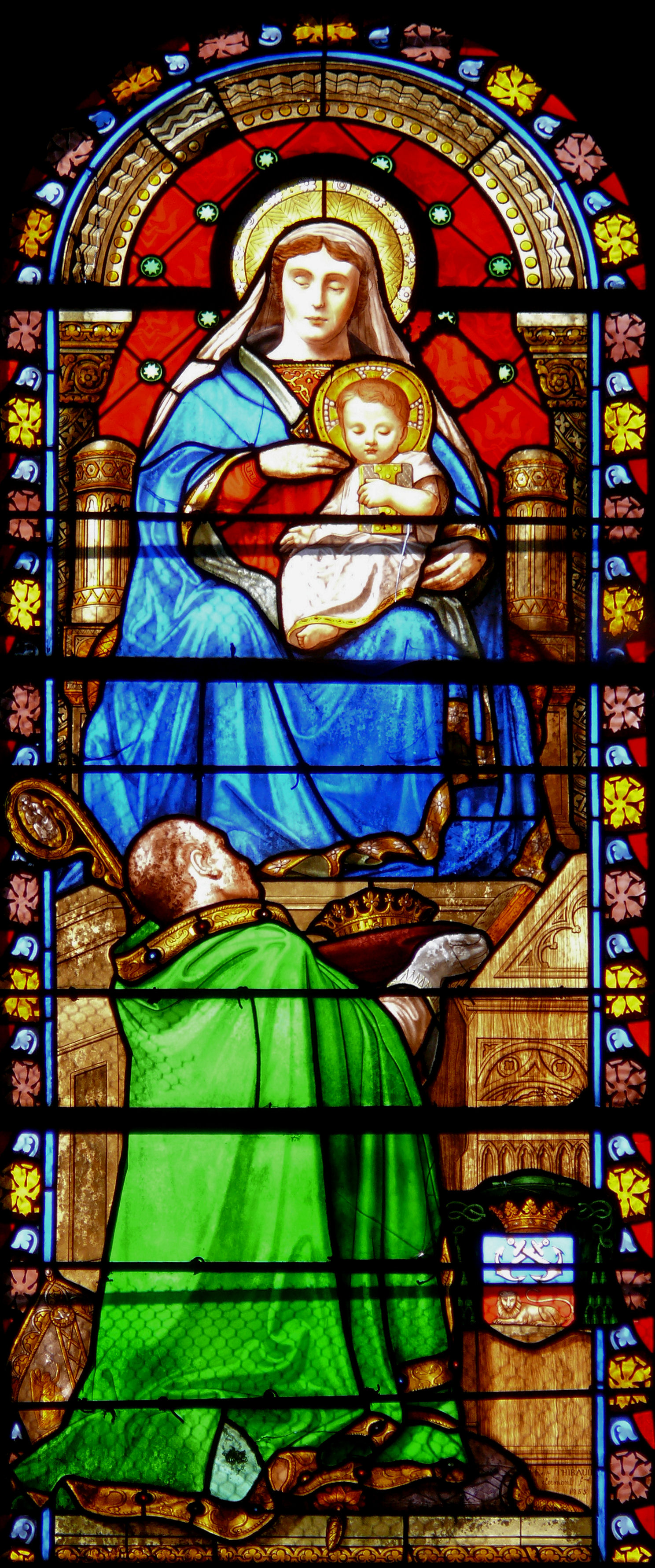
Vitrail représentant le don d'une couronne à la Vierge par l'évêque de Saint-Flour.

L'église est reconstruite au XIIe siècle à l'emplacement d'une chapelle dédiée à sainte Théodechilde.

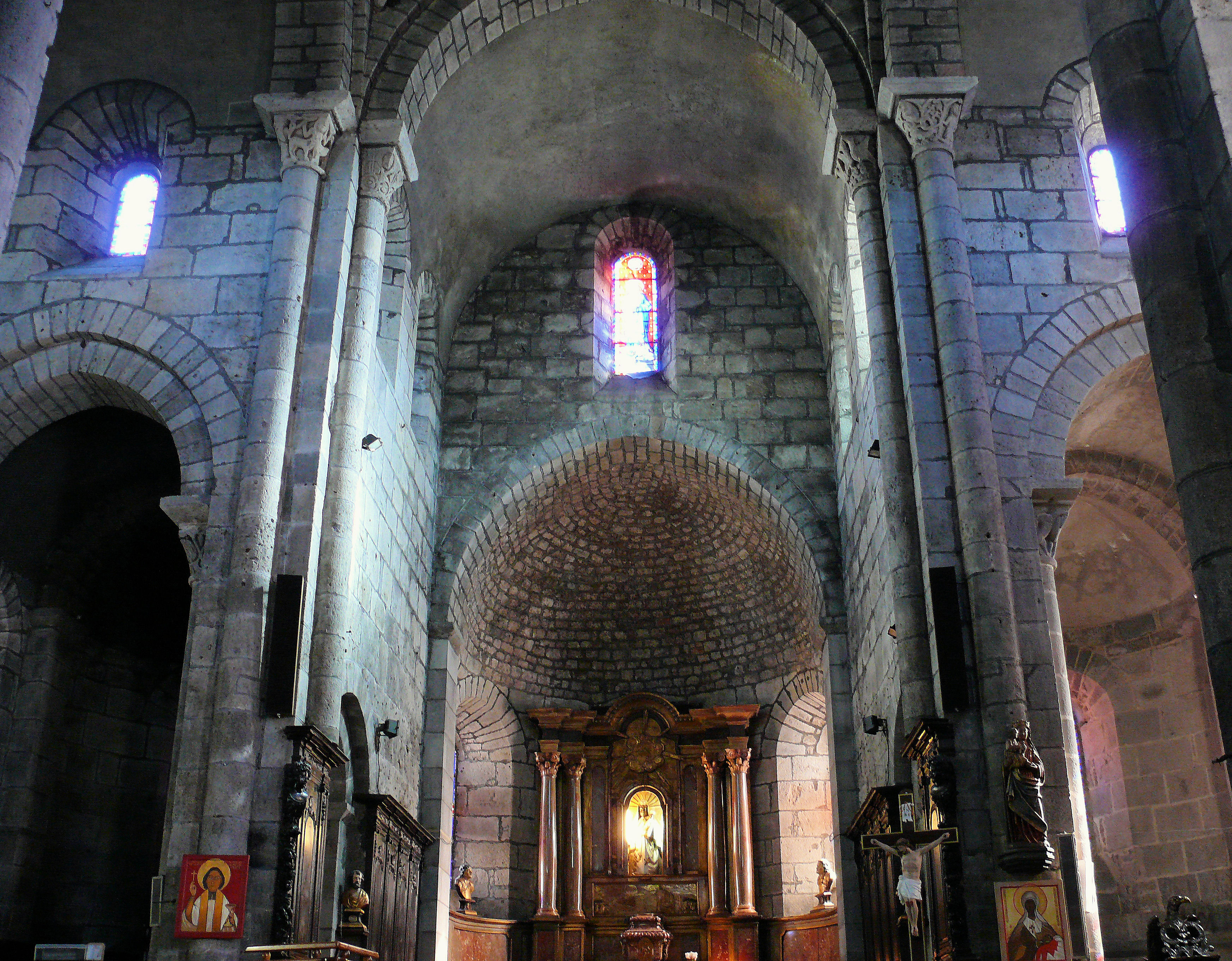
L'abside du chœur et les absidioles.
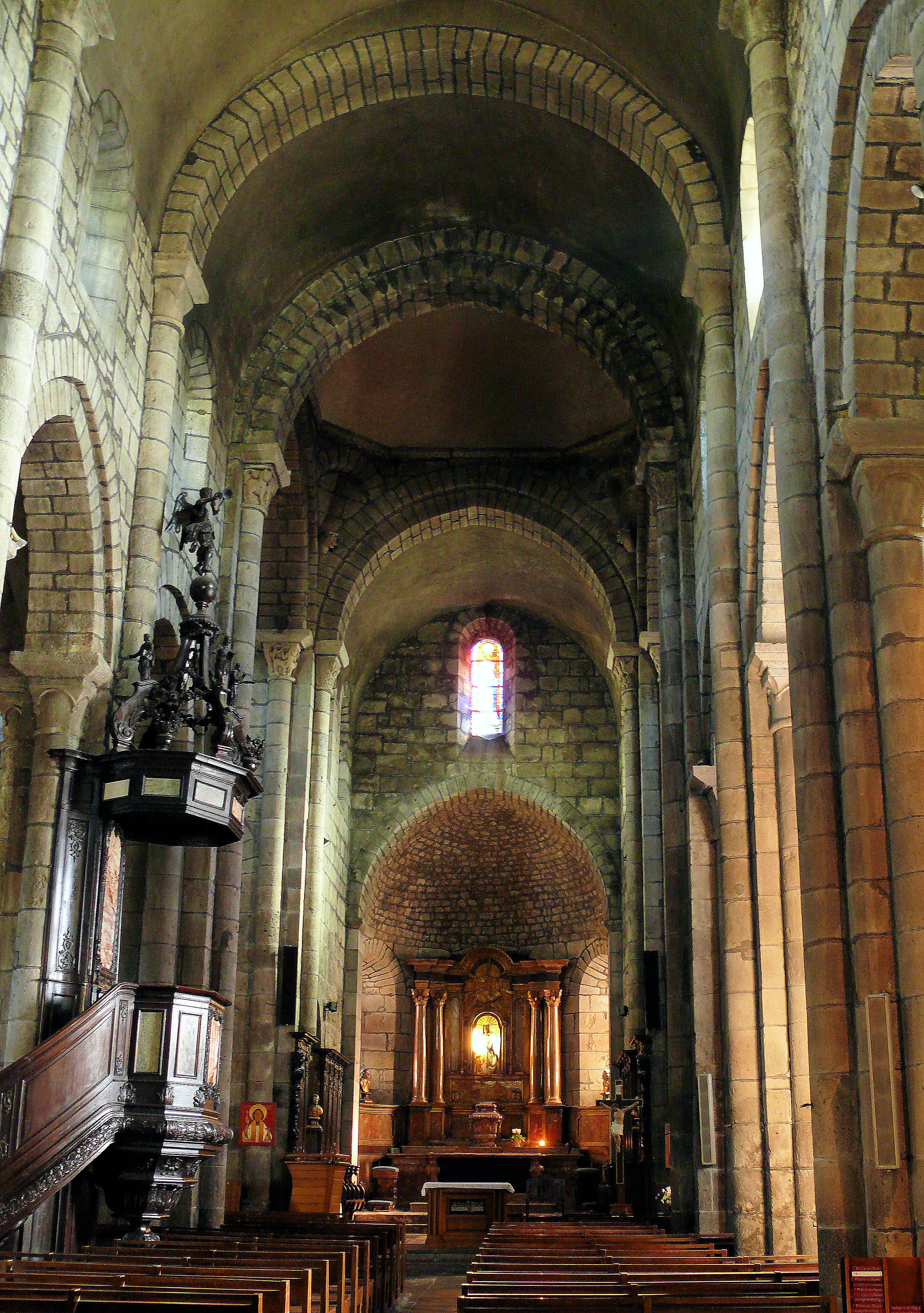
La nef centrale.
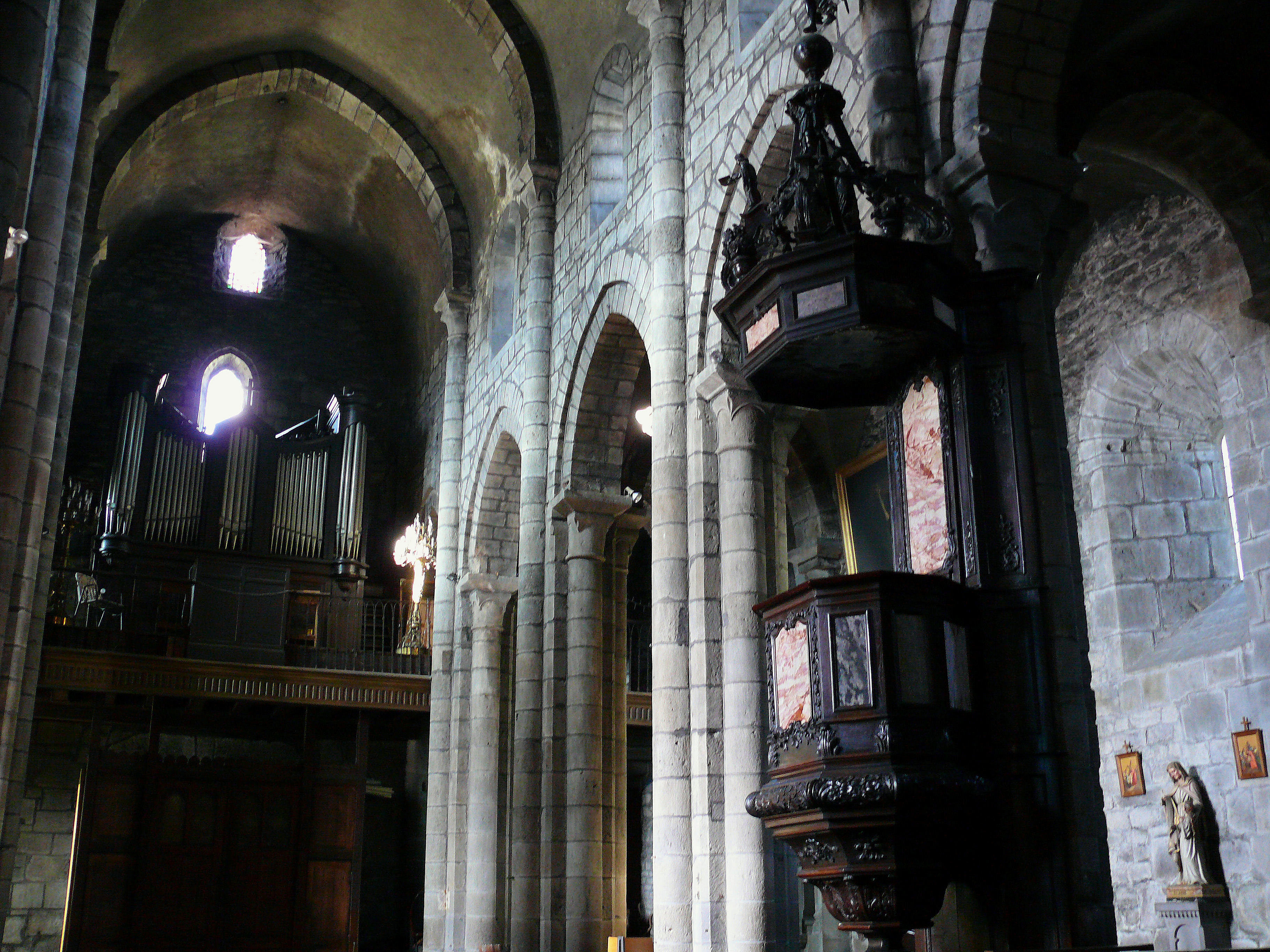
La nef centrale et l'orgue.
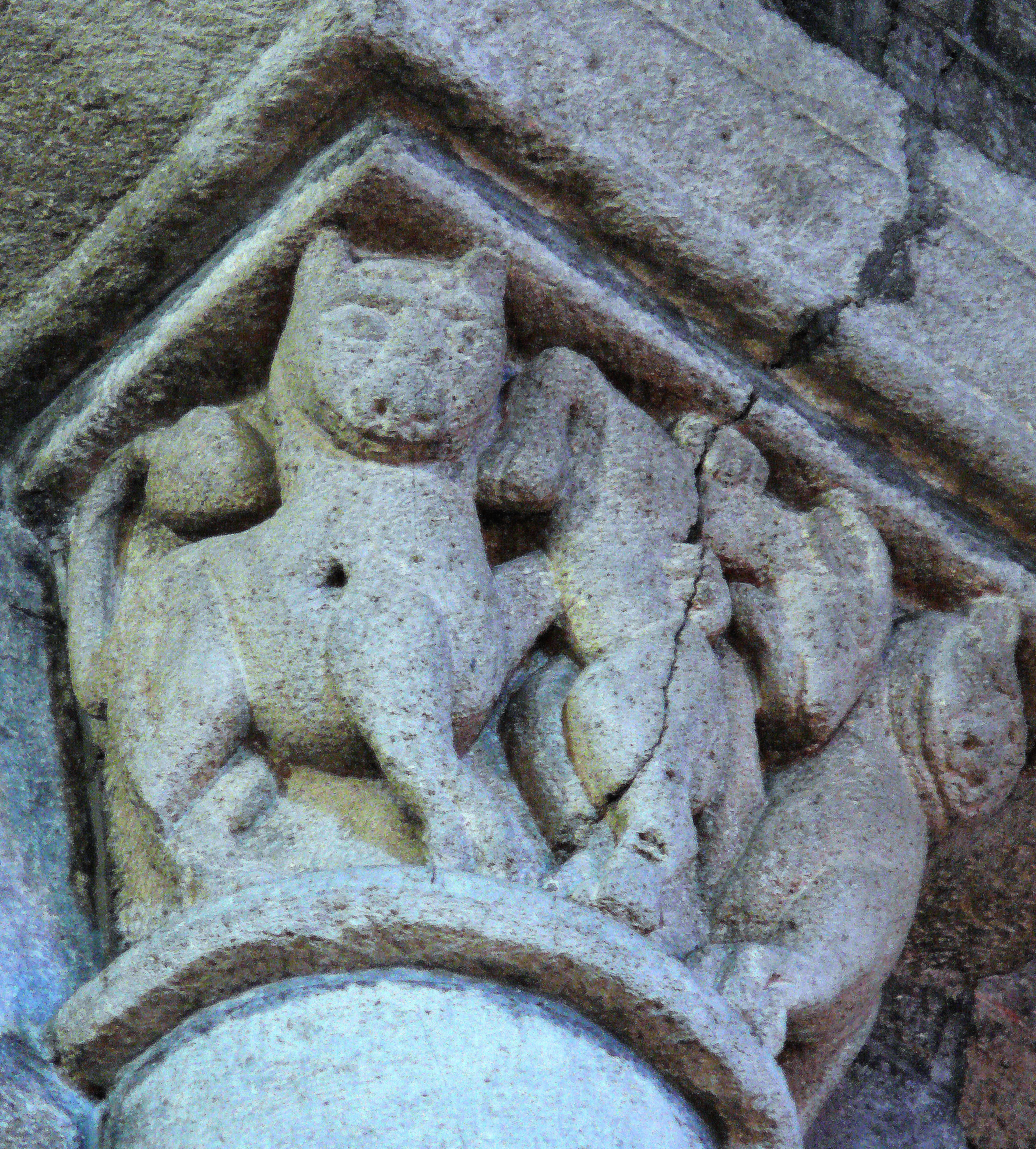
Un chapiteau de la croisée du transept.

L'architecture du bâtiment montre qu'il y a eu deux campagnes de construction :
- la première comprend le chœur et le transept ;
- la seconde, la nef.

Adolphe de Rochemonteix (1837–1902) dans « Les églises romanes de la Haute-Auvergne » faisait remonter le chœur à la fin du XIe siècle et la nef dans la seconde moitié du XIIe siècle. Ces dates sont possibles et pour la nef, elles correspondent à la tradition qui la fait construire par le doyen, Matfred de Scorailles, entre 1151 et 1174.
Le chœur est d'une grande austérité ce qui fait contraste par rapport à l'élégance des piliers de la nef. La nef est voûtée en berceau brisé, probablement pour limiter sa poussée sur les murs. En effet la présence de fenêtres hautes dans la nef limite les possibilités de buter correctement les voûtes. Les bas-côtés sont voûtés d'arêtes.
L'autre particularité de l'église est le tympan du portail de la façade ouest. Les moines ont choisi d'y représenter l'Ascension, d'après les Actes des Apôtres :
- au centre, dans la partie inférieure, le mont des Oliviers ;
- de part et d'autre, la Vierge, la première à gauche, et les Douze Apôtres ;
- le Christ pantocrator est debout, au-dessus, placé dans une mandorle, bénissant de la main droite et tenant dans l'autre main les Évangiles ;
- de part et d'autre du Christ, deux anges montrant le Christ.

Ce tympan est attribué à l'école languedocienne, et en particulier au tympan de la cathédrale de Cahors.
Une inscription est gravée sur les rebords du linteau :
TRES SUNT ATQ(UE) DECEM QUI CERNUNT SCA(N)DERE REGEM C(O)EL(OR)UM C(H)RISTU(M) DOMINUM DOMINORU(M) S(CA)NDIT SUBLIMIS CELESTIA JESUS AB IMIS QUOD BENE TESTANT QUI NU(N)C IN CELUM (?) BEANTUR
Traduction :
Ils sont treize qui regardent monter le roi des cieux, le Christ Seigneur des Seigneurs, Jésus monte de la terre au Ciel. En sont témoins ceux qui maintenant sont bienheureux au Ciel.
Les têtes des Apôtres et de la Vierge ont dû être cassées en 1574 par les protestants.
Les signes du zodiaque sont représentés sur l'archivolte comme sur le portail de l'église Saint-Georges à Ydes.
La tour octogonale du clocher avait été construite en 1385, restaurée en 1563, reconstruite en 1625 avant d'être démolie en 1793 sur ordre du conventionnel Alexandre de Châteauneuf-Randon. Elle a été reconstruite à partir de 1845 par Aymon Mallay(1805–1883), architecte diocésain de Clermont, de Saint-Flour et du Puy-en-Velay depuis 1849. La reconstruction du clocher est le premier exemple du style néo-roman dans le Cantal, mais l'architecte s'est plutôt inspiré du style roman de Basse-Auvergne avec les arcs en mitre. L'expression d'« art roman » n'est apparu dans la littérature qu'en 1818. Mallay a rétabli le plan initial en supprimant des chapelles qui avaient été ajoutées aux XVe et XVIe siècles.
Cinq vitraux ont été réalisés en 1855 par Émile Thibaud, qui avait fondé à Clermont-Ferrand avec Thévenot un atelier de vitrail. Un des plus intéressants représente l'offrande d'une couronne à la Vierge par un évêque. Le blason montre qu'il s'agit de Monseigneur Jean-Paul-Marie Lyonnet, alors évêque de Saint-Flour.

## Architecture
L'église comprend trois nefs de cinq travées, un transept débordant, un chœur avec une travée précédant une abside hémicirculaire et deux absidioles placées de part et d'autre chœur dans le prolongement des bas-côtés et reliées au transept. Le carré du transept est voûté d'une coupole sur trompe portée par quatre arcs reposant sur des colonnes engagées. Les dispositions du chevet sont semblables à celles de l'église Saint-Georges à Ydes avec des colonnes-contreforts surmontées de chapiteaux. Les corbeaux représentent des scènes pleines de vie avec des têtes humaines, des animaux et des hommes dans des positions acrobatiques, voire obscènes.

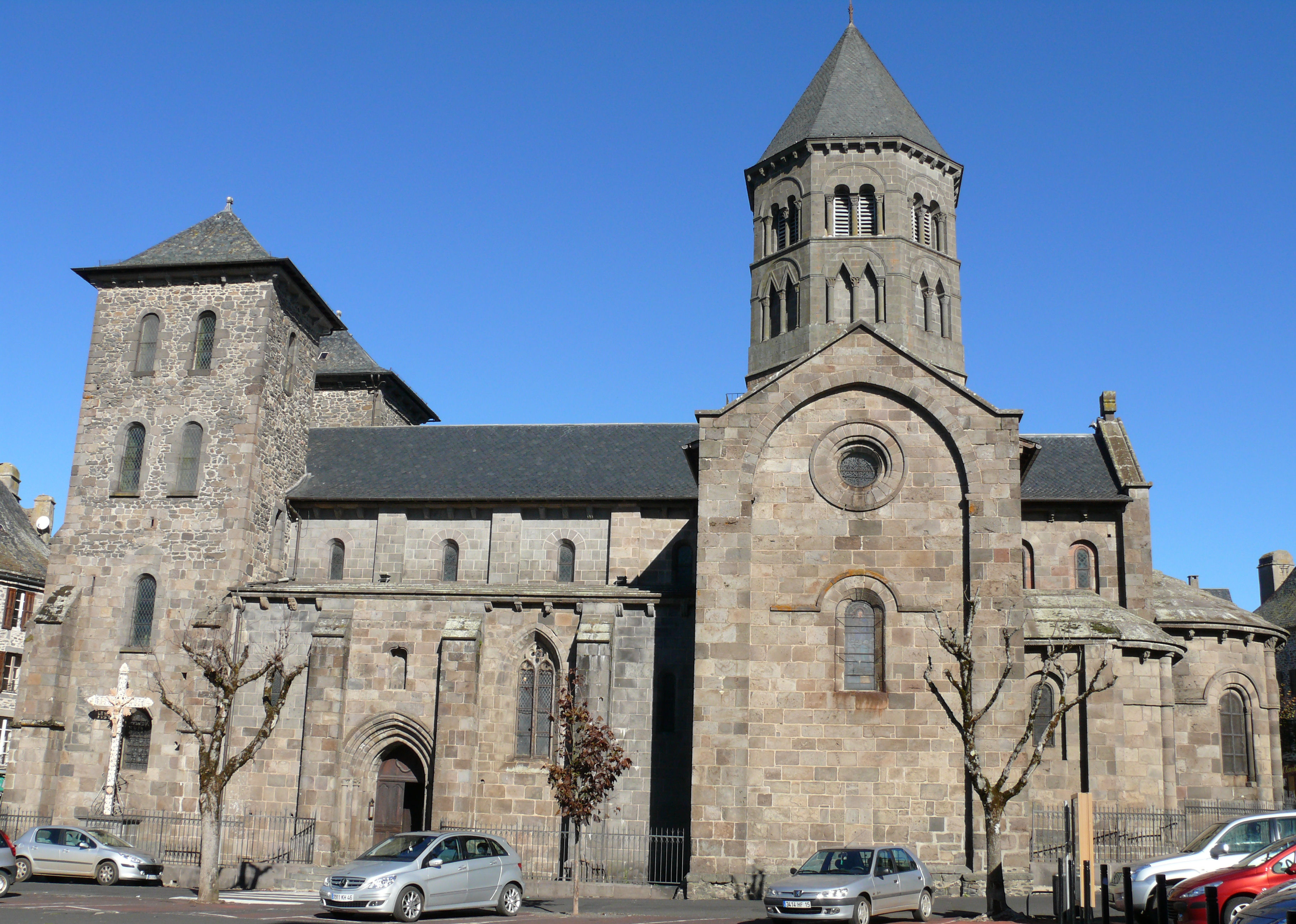
La façade méridionale.
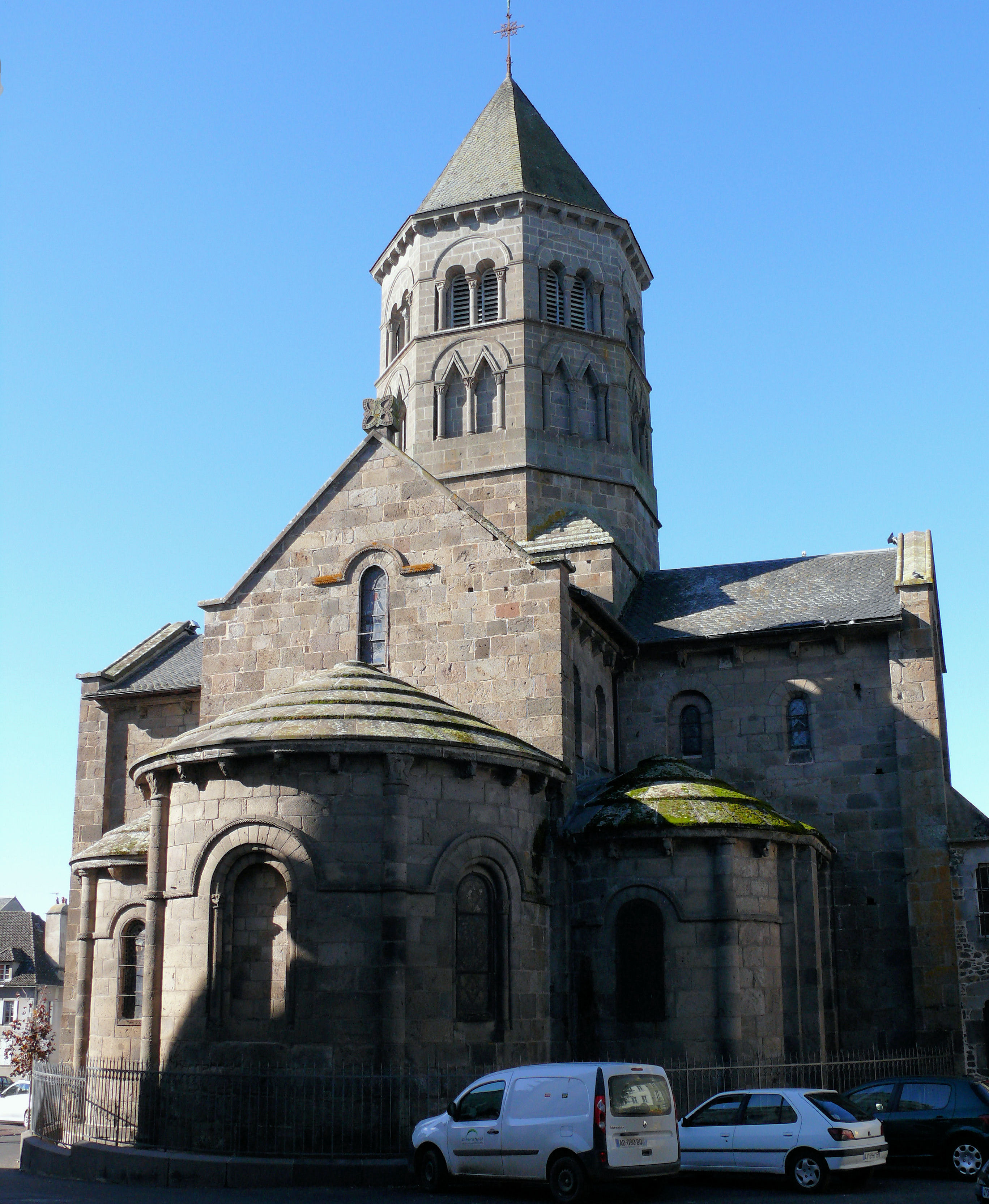
Le chevet.
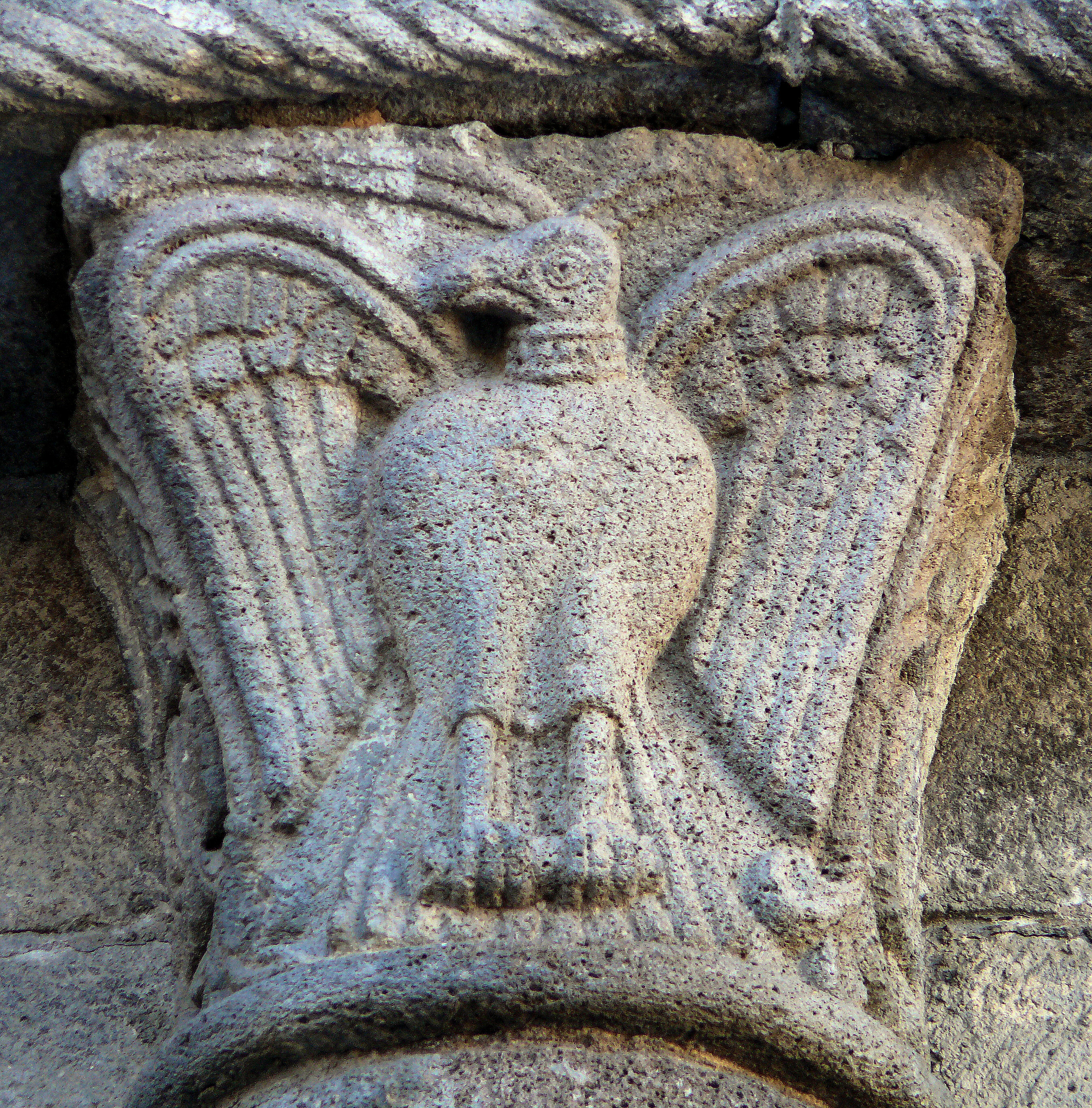
Un chapiteau de l'abside.
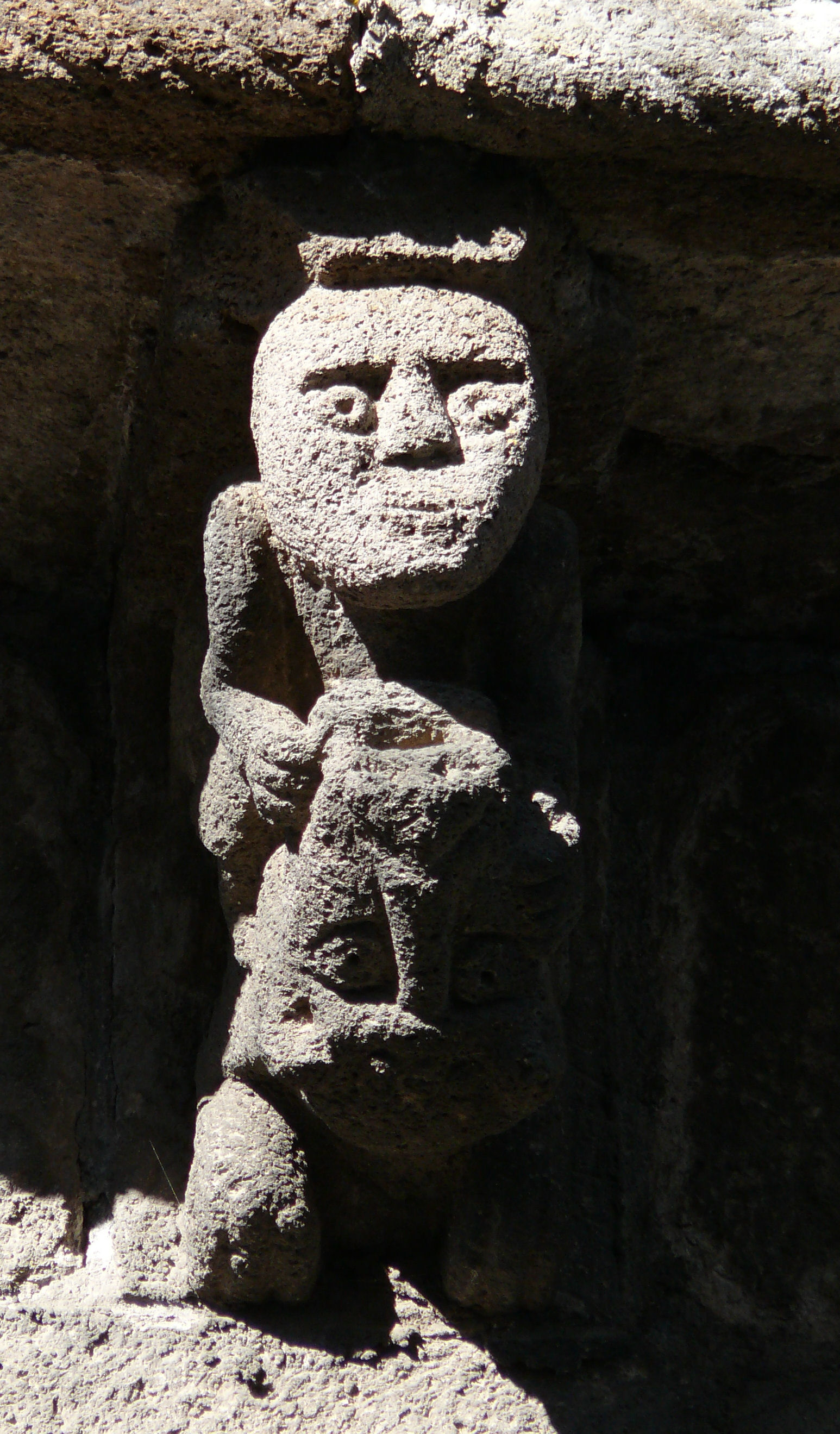
Un corbeau.

La façade occidentale comporte un portail profond avec plusieurs voussures en tiers-point faisant ressortir le tympan. Il y a une arcade de part et d'autre qui entouraient jusqu'au XIXe siècle des restes de sculptures, aujourd'hui disparues, qui représentaient la parabole du Mauvais Riche et Daniel dans la fosse aux lions. Les colonnes qui séparent les arcades sont portées par des lions. Seule celui de gauche est ancien.
Les tours de la façade occidentale ont été ajoutées au XVIIe siècle.

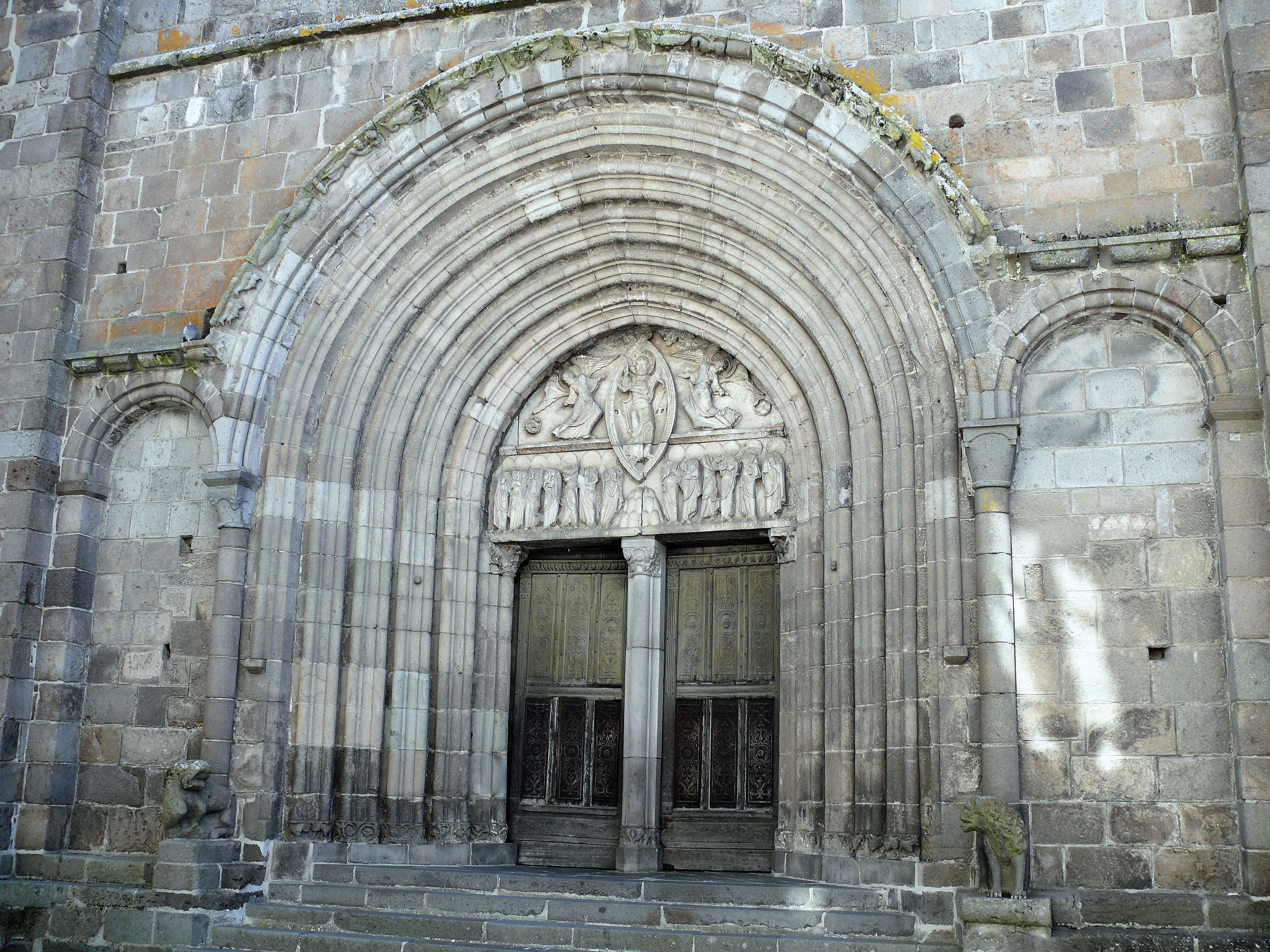
La façade occidentale et son portail.
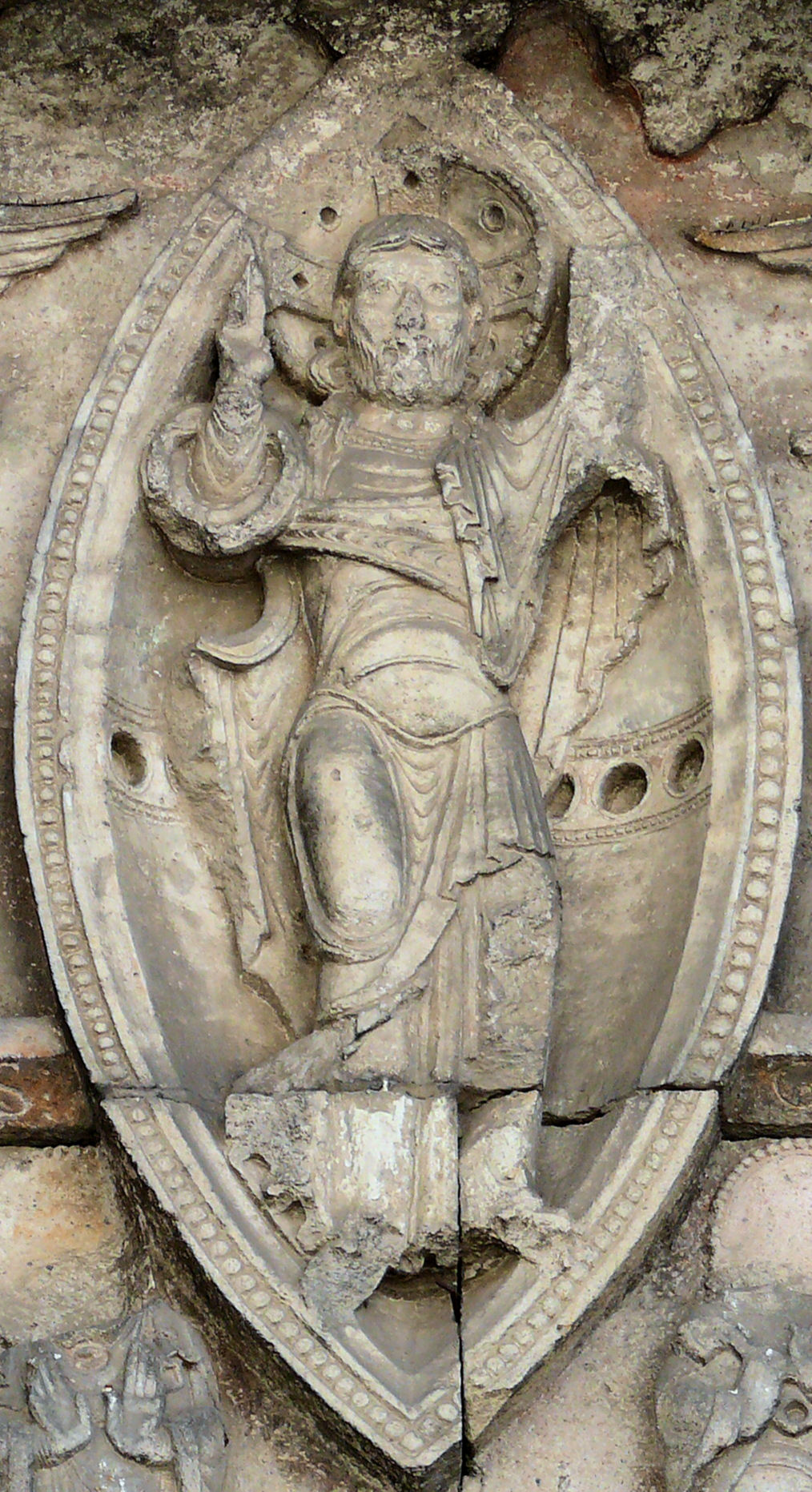
Tympan : le Christ bénissant de l'Ascension.
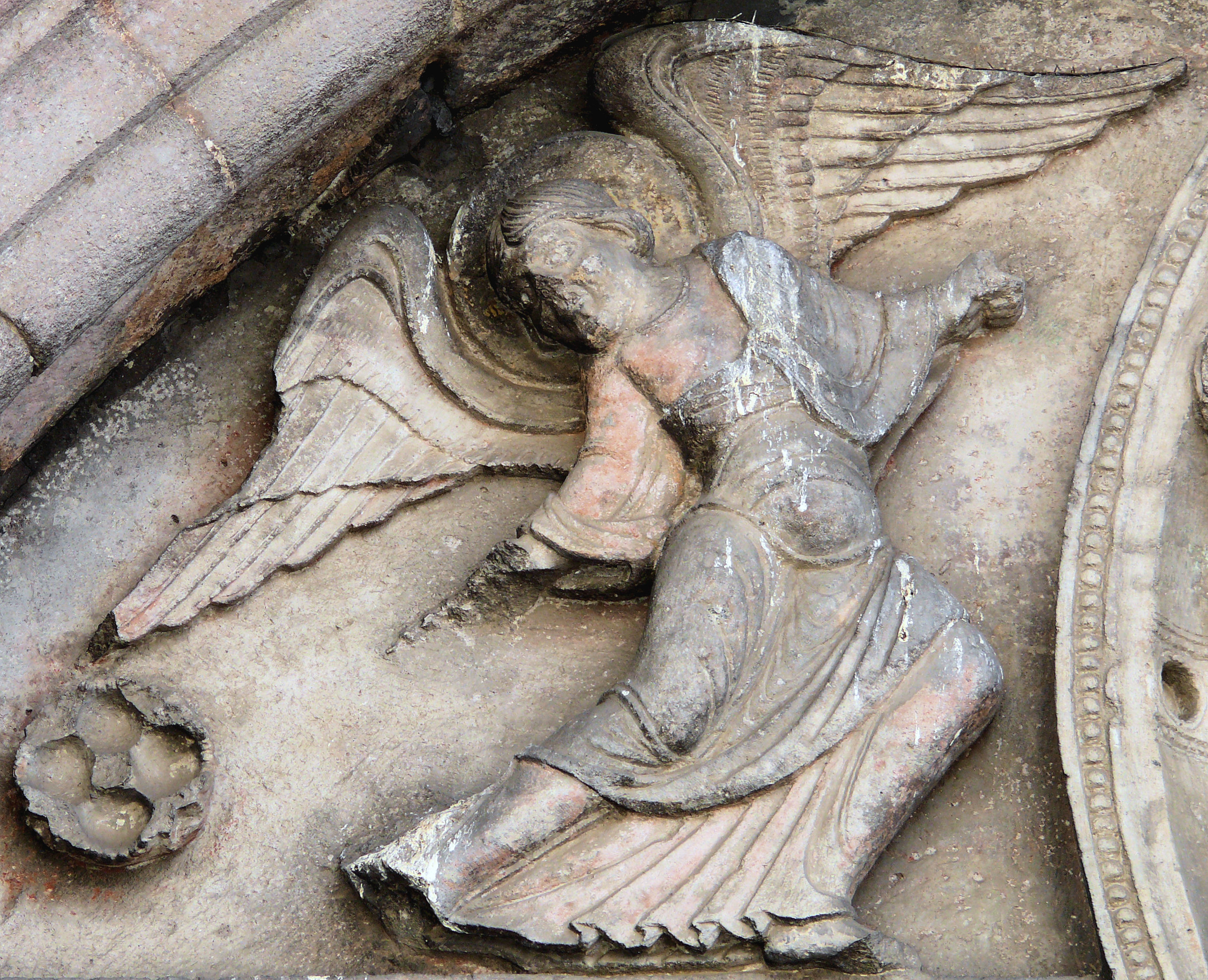
Tympan : un ange.
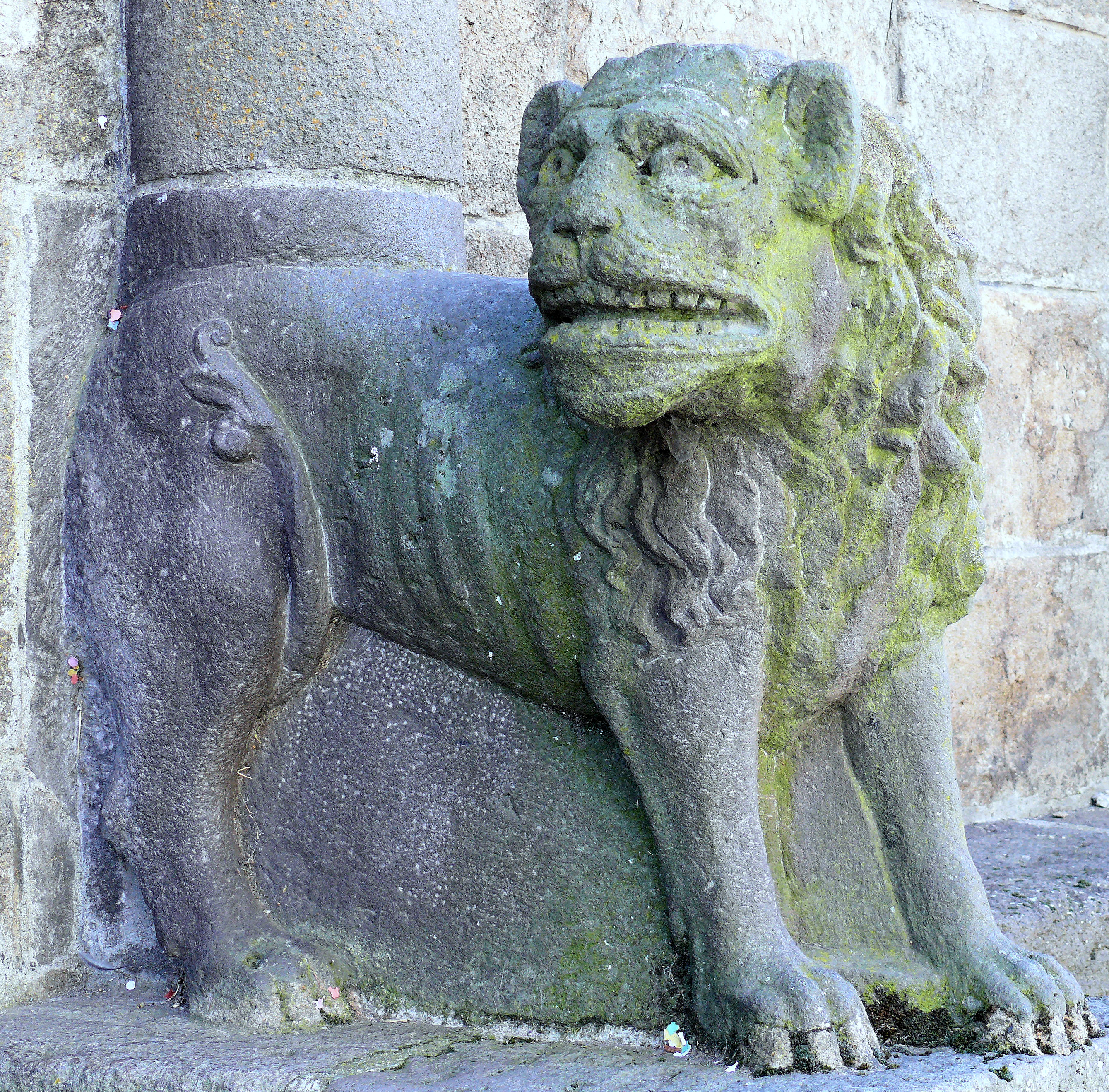
Portail occidental : un des lions restauré.

### Dimensions principales
- longueur totale dans l'œuvre : 35,80 m ;

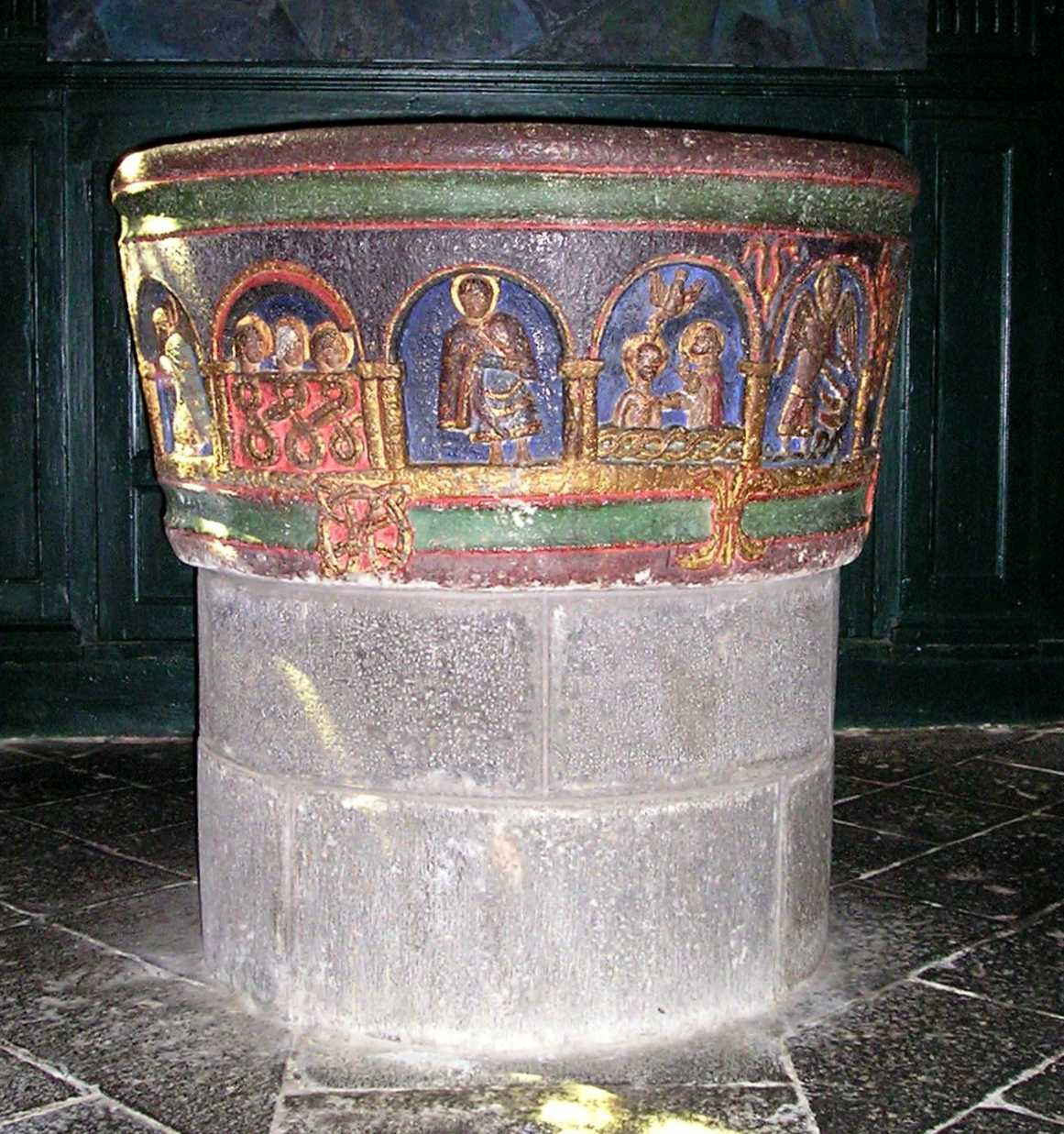
Cuve baptismale.

- largeur des trois nefs : 13,57 m ;
- largeur de la nef centrale entre les piles : 5,80 m (en moyenne) ;
- largeur d'un bas-côté : 2,55 m ;
- hauteur de la nef : 14,55 m ;
- hauteur de la coupole de la croisée du transept : 17 m environ.

## Mobilier

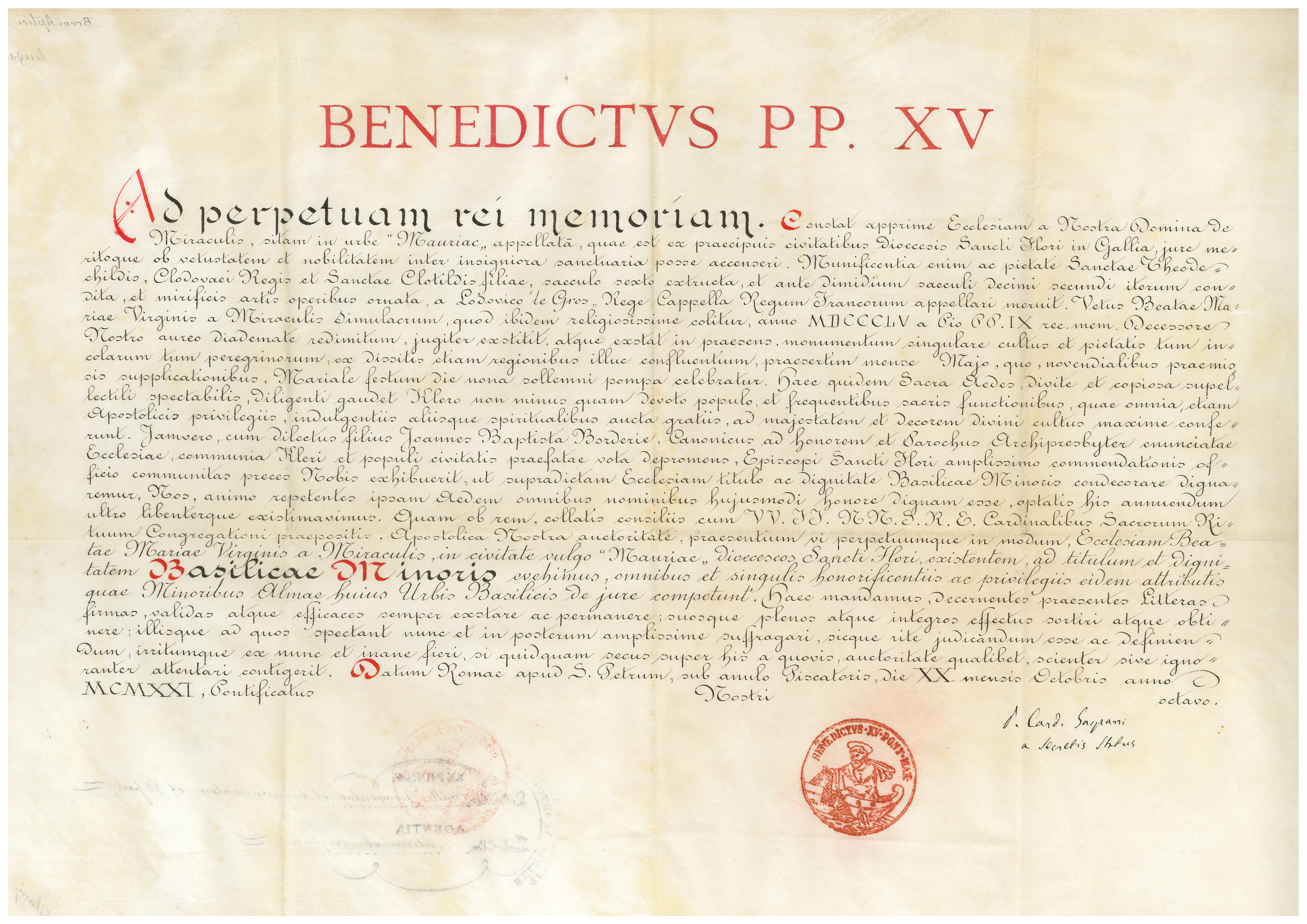
Érection en basilique mineure par le pape Benoît XV.

L'église possède une très belle cuve baptismale du XIIe siècle, exemplaire rare en Haute-Auvergne (une autre se trouve dans l'église de Chalvignac) :
- diamètre de la cuve : 1,18 m ;
- hauteur de la cuve : 0,58 m.

## Lieu de culte catholique
Elle est érigée en basilique mineure le 20 octobre 1921 par le pape Benoît XV,,,,.

### Offices religieux
La messe est célébrée le dimanche à 10 h 30 et en semaine habituellement à 18 h, dans l'arrière-chœur. En ajoutant les fêtes et services religieux exceptionnels, ce sont plus de 500 célébrations par an qui ont lieu sous les voûtes de la basilique.